# سعود غانم
سعود غانم (انگلیسی: Saoud Ghanem؛ زادهٔ ۵ فوریهٔ ۱۹۸۱) بازیکن فوتبال زاده کویت اهل قطر بود.
وی همچنین در تیم ملی فوتبال قطر بازی کرده‌است.